# Cecilio Corro

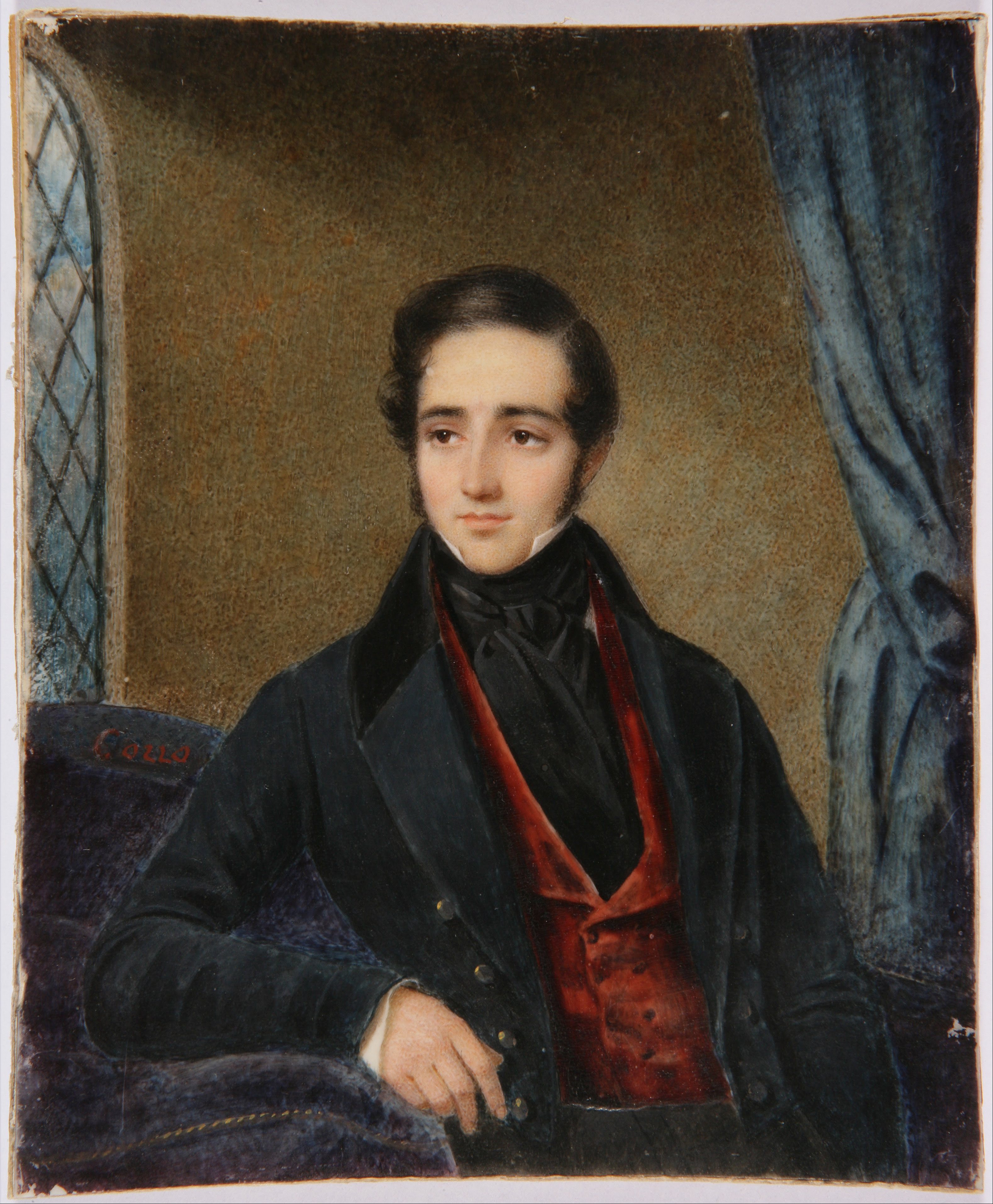
Retrato de Manuel Remírez y Barreda, miniatura por Cecilio Corro, 1850.

Cecilio Corro (Granada, fecha desconocida - Granada c. 1871) fue un escultor, fotógrafo y miniaturista español del siglo XIX. 

## Biografía
Corro comenzó su formación como escultor en Granada, su ciudad natal. A partir de 1845, se dedicó a realizar retratos de la familia real española, y el 7 de noviembre de 1846 fue nombrado miniaturista de cámara, labor que realizaría hasta 1866. Su estilo de pintura se caracteriza por la ausencia de dibujo y un marcado claroscuro, con fondos poco definidos. 
En verano de 1852, Corro comenzó a alquilar un estudio fotográfico en el Pasaje de la Murga, en Madrid. El local había sido alquilado anteriormente por el fotógrafo británico Charles Clifford, quien le habría enseñado la práctica de la fotografía a cambio del pago de las deudas de un comercio de óptica, según se estipula en un convenio firmado entre los dos.
Posteriormente Corro ocupó un estudio en la calle de Espoz y Mina, dedicándose al retrato fotográfico miniado. En 1863 tuvo que cerrar el local, puesto que no podía seguir pagando el alquiler. En 1866 se trasladó a Granada, en donde murió alrededor de 1871.